# Opération Nicety
Campagnes d'Afrique, du Moyen-Orient et de Méditerranée (1940-1945)
Batailles
Campagne d'Afrique du Nord: (Opération Agreement : Bigamy-Nicety-Caravan)
L'opération Nicety est un raid pendant la Campagne d'Afrique du Nord conjointement effectuée par la Force de défense du Soudan (SDF), une force britannique recrutée localement et soutenue par la Long Range Desert Group (LRDG).
Cette action de diversion a été conçue pour soutenir les forces de l'Opération Agreement sur Tobrouk, conjointement à celles de Benghazi (opération Bigamy) et de Barce (opération Caravan). 

## Opération

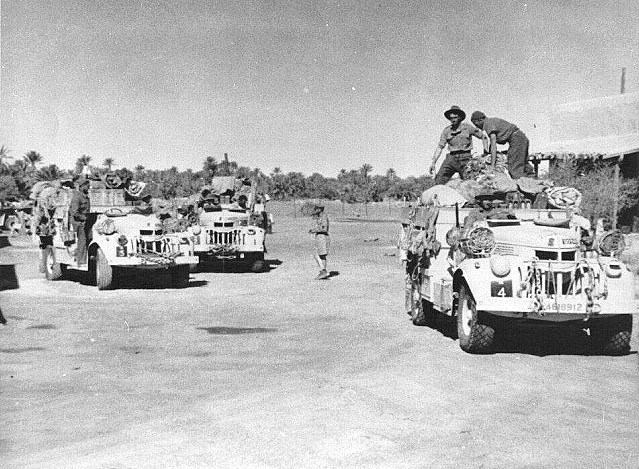
Colonne vers l'oasis de Jalo

L'objectif de l'opération Nicety, ou opération Tulip, était la saisie de l'oasis de Jalo dans le désert libyen pour soutenir le retrait des forces impliquées dans les autres opérations. L'opération fut un échec : les Allemands avaient découvert les plans des quatre opérations sur le corps d'un officier mort participant à l'opération. Prévenue, la garnison italienne de Jalo avait été prévenue et renforcée, ce qui repoussa facilement l'attaque de la nuit du 15 au 16 septembre. Les pertes britanniques s'élèvent à plus de soixante-et-un morts, blessés et disparus, dont dix membres du LRDG.

## Crédits
- (it) Cet article est partiellement ou en totalité issu de l’article de Wikipédia en italien intitulé « Operazione Tulip » (voir la liste des auteurs).